# Coronel Arnold
Coronel Arnold är en ort i Argentina.   Den ligger i provinsen Santa Fe, i den centrala delen av landet, 290 km nordväst om huvudstaden Buenos Aires. Coronel Arnold ligger 71 meter över havet och antalet invånare är 929.
Terrängen runt Coronel Arnold är mycket platt. Närmaste större samhälle är Casilda, 20,0 km väster om Coronel Arnold.
Trakten runt Coronel Arnold består till största delen av jordbruksmark. Runt Coronel Arnold är det tätbefolkat, med 476 invånare per kvadratkilometer.